# Abdoulaye Faye (Fußballspieler, 1978)
Abdoulaye Diagne-Faye (* 26. Februar 1978 in Dakar) ist ein ehemaliger senegalesischer Fußballspieler. Er war u. a. für Hull City, Bolton Wanderers, Newcastle United, Stoke City und West Ham United auf der defensiven Mittelfeld- oder der Innenverteidigerposition sieben Jahre in der Premier League aktiv.

## Karriere

### Verein
Faye begann seine Vereinsfußballkarriere beim senegalesischen Hauptstadtverein ASEC Ndiambour und wechselte schließlich im Jahr 2001 zum Spitzenverein und Lokalrivalen ASC Jeanne d’Arc, wo er in seiner einzigen Saison die senegalesische Meisterschaft gewann. Wie bereits zuvor sein Landsmann Pape Bouba Diop ging Faye ein Jahr später in die französische Ligue 1, um sich dort dem RC Lens anzuschließen. Dort absolvierte er zwei Spielzeiten und wechselte zur Saison 2004/05 auf Leihbasis zum Erstligaaufsteiger FC Istres.
Erneut auf Leihbasis schloss sich Faye dann zur Saison 2005/06 in der Premier League den Bolton Wanderers an und debütierte dort als Einwechselspieler nach bereits 23 Minuten gegen seinen späteren Verein Newcastle United. Beim 2:0-Heimsieg bewachte er Alan Shearer und gewann dieses persönliche Duell gegen den erfolgreichsten Premier-League-Torschützen der 1990er-Jahre. Nach zehn Einsätzen verpflichtete Bolton den durch seine Beständigkeit überzeugenden Faye mittels Realisierung einer Kaufoption dauerhaft und in der Spielzeit 2006/07 kam er nach den Weggängen von Bruno N’Gotty und Radhi Jaïdi zu Birmingham City nahezu ausschließlich in der zentralen Defensive zum Einsatz, wobei er mit Abdoulaye Meïté ein erfolgreiches Innenverteidigerpaar bildete, das einen wesentlichen Anteil an der guten Abwehrstatistik in den Heimspielen des Klubs hatte. Persönliche Höhepunkte während seiner zwei Spielzeiten in Bolton waren die beiden Tore gegen den FC Arsenal in den aufeinander folgenden Heimspielen, die den Klub zu zwei Siegen gegen den Favoriten in Serie (2:0 und 3:1) führten und seinen Ruf als torgefährlichen Kopfballspieler festigten.
Mitte August 2007 mehrten sich die Gerüchte, dass sich Faye für zwei Millionen Pfund Newcastle United anschließen würde, um dort wieder unter seinem vormaligen Trainer Sam Allardyce zu spielen. Am 30. August 2007 bestätigte er diesen Wunsch und seinen Wechsel nach der Klärung von kleineren Details und einer medizinischen Prüfung. Kurz vor Ende der Transferperiode am 31. August 2007 wurde der Handel vertraglich endgültig fixiert und offiziell am folgenden Tag offiziell ebenso bestätigt wie der des Defensivpartners Habib Beye von Olympique Marseille. Im August 2008 wechselte der Senegalese für 2,25 Millionen Pfund zu Stoke City, wo er einen Vertrag bis 2011 unterschrieb.

### Nationalmannschaft
Faye war senegalesischer Fußballnationalspieler. Er wurde in den Jahren 2004, 2006 und 2008 jeweils von seinem Landesverband in den Kader für die Afrikameisterschaft berufen.

## Titel
- Senegalesischer Meister: 2002